# لوزمکعب‌هشت‌وجهی

rhombicuboctahedron

در هندسه، بیست‌دوازده‌وجهی بریده‌شده (rhombicuboctahedron یا small rhombicuboctahedron)، یک جسم ارشمیدسی با هشت وجه مثلثی و هجده وجه مربع است. ۲۴  رأس یکسان وجود دارد، با یک مثلث و سه مربع در هر راس. (توجه داشته باشید که شش مربع فقط با مثلث رئوس مشترک دارند در حالی که دوازده تای دیگر با یک یال مشترک هستند) چند وجهی دارای تقارن هشت ضلعی است، مانند مکعب و هشت وجهی. دوتایی آن icositetrahedron deltoidal یا icositetrahedron ذوزنقه ای نامیده می‌شود، اگرچه وجه‌های آن ذوزنقه‌های واقعی نیستند.